# Respicientes
Respicientes (lat.: Zurücksehend) ist eine Enzyklika von Pius IX., mit der er am 1. November 1870 gegen die Einnahme Roms durch die italienischen Truppen protestierte und alle Urheber und Teilnehmer der Eroberung Roms exkommunizierte.

## Rückblick
Nach der Proklamation des Königreichs Italien am 17. März 1861 besetzten italienische Truppen, nachdem die französischen Soldaten wegen des Ausbruchs des Deutsch-Französischen Krieges abgezogen worden waren, am 20. September 1870 Rom, die Hauptstadt des Kirchenstaates.

### Der Gefangene im Vatikan
Nach der Annexion des Kirchenstaates wurde Rom zur Hauptstadt des Königreiches erklärt. Pius IX. lehnte jede Garantieerklärung für den Vatikanstaat ab und erklärte sich selbst als der „Gefangene im Vatikan“. Die Lösung der römischen Frage blieb bis 1929 eines der größten Probleme des Heiligen Stuhls.

## Die Enzyklika
Pius IX. begann seine Enzyklika mit einem Rückblick über die Entwicklungen in Italien und beschrieb die Geschichte dieses „bösen Krieges“; er führt aus, dass er in mehreren Apostolischen Schreiben und Enzykliken diese Schandtaten der ganzen katholischen Welt erzählt habe. Diese Dokumente würden die ernsten Verletzungen der kirchlichen Souveränität, die durch die Regierung von Piemont vor der Beschlagnahme begangen wurden, belegen. Diese Dokumente würden auch die skandalösen Machenschaften dieser Regierung demonstrieren und die zunehmende Dreistigkeit beweisen, mit der diese vorgegangen sei. In einem weiteren Absatz zählt Pius IX. die aus kirchlicher Sicht ausgeführten Schandtaten, Beleidigungen und Repressionen gegen die Kirche und ihren Klerus auf.

### Besetzung und Ablehnung
Schon vorher hätten die Feinde die Stadt Rom heimlich infiltriert und schließlich sei der große Sturm im Herbst 1870 über diese Stadt gefegt. Die Feinde hätten die Gunst der Stunde genützt, als sich zwei große Gegner in Europa gegenüberstanden (Deutsch-Französischer Krieg) und die Schwerter gegen den Kirchstaat erhoben, konstatierte der Papst. Ausdrücklich erklärte Papst Pius IX., dass er bis jetzt alle Angebote und Befehle der Regierung abgelehnt habe. Die Regierung habe versucht, schreibt er, die Eigentümer der Kirche zu rauben und zu zerstören, und sie hätte trotz des Protestes ihre Angriffe auf die treuen Soldaten des Kirchenstaates fortgesetzt. All dieses hätte aber das Ansehen dieser Stadt nicht geschmälert, denn nach wie vor würden die Gläubigen zu den Messen strömen und Menschen vieler Nationen würden die Heilige Stadt besuchen.

### Päpstlicher Protest und Exkommunikation
Mit äußerst harten Worten protestierte der Papst gegen die Besetzung, er verdammte die Beschädigung kirchlicher Güter und prangerte die Einnahme des Quirinalspalastes als eine große Schandtat an. Die Usurpatoren bezeichnete er als das Ergebnis des Bösen; er habe sich an alle ausländischen Vertreter gewandt, damit diese das Geschehen verurteilen sollten. Da alle Warnungen und politischen Noten nicht den erwarteten Erfolg gezeigt hätten, werde er nun Kraft seines Amtes und in Übereinstimmung mit dem Kanonischen Recht alle Initiatoren als auch alle Kommandierenden, deren Helfer, Vorgesetzten und Untergebenen folgend dem Apostolischen Schreiben mit sofortiger Wirkung exkommunizieren.